# Vickers Valentia
Vickers Valentia var en brittisk prototyp på en flygbåt som konstruerades i slutet av första världskriget.
I maj 1918 beställde de brittiska myndigheterna ett flygplan som kunde ersätta den föråldrade Felixstowe F5 som transportflygplan. När freden var ett faktum avbeställdes de tre flygbåtarna, ett exemlar färdigställdes senare vid S.E.Saunders fabriker i Cowes. Flygplanet testflögs av kapten Cockerall i farvattnen Solent mellan Isle of Wight och engelska kusten 1921.
Namnet Valentia kom senare att användas av transportflygplanet Vickers Valentia